# Shkodra Elektronike
Shkodra Elektronike — албанский фолк-дуэт, сформированный в 2019 году в городе Шкодер музыкантами Беатриче Джерджи и Коле Ляца. Представители Албании на «Евровидение-2025» с песней «Zjerm», в финале заняли 8 место.

## История
Дуэт родом из Шкодера на севере Албании, они иммигранты, выросшие в Италии. Они завоевали популярность в Албании благодаря выпуску успешных синглов, таких как «Ku e Gjeta Vedin» («Я нашла себя») и «Synin si Qershia» («Глаза как черешня») в 2020 году. Они начали выступать на различных международных фестивалях.
В 2021 году Shkodra Elektronike сочинили песню «E jemja nuse» («Сама себе невеста»), которая была исполнена Резартой Смайей на Festivali i Kёngёs 60 и заняла третье место.
В 2022 году они выпустили свой дебютный мини-альбом Live @ Uzina с синглом «Turtulleshë» («Горлица»).
В 2024 году группа Shkodra Elektronike была отобрана для участия в Festivali i Kёngёs 63 с песней «Zjerm». 21 декабря 2024 года они обеспечили себе место в финале и в конечном счёте заняли первое место, что дало им право представить Албанию на конкурсе песни «Евровидение-2025».
Их выступление можно считать успешным за всё время участия Албании на Евровидении с 2013 года: множество просмотров, шансы на победу среди букмекеров, второе место в полуфинале и, спустя долгое время, попадание в топ-10 на самом конкурсе.

## Музыкальный стиль и артисты
Музыка Shkodra Elektronike характеризуется слиянием таких жанров, как электронная, поп-музыка и традиционная албанская музыка. Она построена вокруг запоминающихся мелодий, захватывающих ритмов и текстов песен, которые часто затрагивают такие темы, как любовь или повседневная жизнь. В основе проекта лежит страсть дуэта к переосмыслению традиционных песен Шкодера в современном электронном стиле.

## Дискография

### Расширенные воспроизведения
| Название     | Подробно                                                                            |
| ------------ | ----------------------------------------------------------------------------------- |
| Live @ Uzina | - Выпущен: 10 марта 2022 - Лейбл: Alt Orient - Форматы: Digital download, streaming |

### Синглы
| Название                                         | Год  | Альбом или EP        |
| ------------------------------------------------ | ---- | -------------------- |
| «Ku e gjeta vedin»                               | 2020 | Не выходил на альбом |
| «Synin si qershia»                               | 2020 | Не выходил на альбом |
| «Turtulleshë»                                    | 2022 | Live @ Uzina         |
| «Vaj si kenka ba dynjaja» (feat. Fanfara Tirana) | 2023 | Не выходил на альбом |
| «Zjerm»                                          | 2024 | shndrit!             |
| «Askund» (feat. Roy Paci)                        | 2025 | shndrit!             |
| «Deri n'fund»                                    | 2025 | shndrit!             |
| «E Lirë»                                         | 2025 | shndrit!             |
| «Zjerm - Clap! Clap! Remix» (feat. Clap! Clap!)  | 2025 | shndrit!             |